# A-League 2020/21
Die A-League 2020/21 war die 16. Spielzeit der höchsten australischen Fußballliga seit ihrer Gründung im Jahr 2005. Sie wurde am 28. Dezember 2020 eröffnet, die reguläre Saison endete am 7. Juni 2021. Im Anschluss fand die Finalrunde statt, deren Endspiel am 26. Juni ausgetragen wurde.
Titelverteidiger war der Sydney FC, der Macarthur FC erhielt hingegen die Berechtigung, als zwölftes Franchise am Spielbetrieb teilzunehmen.

## Modus
Die Vereine spielten zunächst ein Dreirundenturnier aus, es wurde nach der 3-Punkte-Regel gespielt (drei Punkte pro Sieg, ein Punkt pro Unentschieden). Die Tabelle wurde nach den folgenden Kriterien bestimmt:
1. Anzahl der erzielten Punkte
2. Tordifferenz aus allen Spielen
3. Anzahl Tore in allen Spielen
4. Anzahl der erzielten Punkte im direkten Vergleich
5. Tordifferenz im direkten Vergleich

Am Ende der regulären Saison qualifizierten sich die beiden punktbesten Mannschaften direkt für das Halbfinale der Finalrunde. Ihre beiden Gegner wurden im Viertelfinale zwischen den Tabellendritten bis -sechsten ermittelt. Die bessere Mannschaft der regulären Saison war in beiden Runden jeweils gegen die schlechteste Mannschaft gesetzt. Der Sieger des Grand Final wurde australischer Meister.
Die beste Mannschaft der regulären Saison, die auch als Premiershipsieger bezeichnet wird, qualifizierte sich für die Gruppenphase der AFC Champions League 2022. Australien stehen für die Qualifikation zur Champions League zwei weitere Plätze zu. Einer davon geht erstmals an den Sieger des FFA Cups, während der andere an den Zweitplatzierten der regulären Saison ging. Eine Ausnahme bildete hier der neuseeländische Verein Wellington Phoenix, der kein Mitglied der AFC und damit von allen asiatischen Wettbewerben ausgeschlossen war.
Ein Abstieg in die zweitklassigen National Premier Leagues war nicht möglich.

## Teilnehmer
| Verein                   | Heimatstadt, Bundesstaat   | Ligazugehörigkeit | Stadion                                   | Kapazität            |
| ------------------------ | -------------------------- | ----------------- | ----------------------------------------- | -------------------- |
| Adelaide United          | Adelaide, South Australia  | seit 2005         | Coopers Stadium                           | 16.500               |
| Brisbane Roar            | Brisbane, Queensland       | seit 2005         | Dolphin Stadium                           | 11.500               |
| Central Coast Mariners   | Gosford, New South Wales   | seit 2005         | Central Coast Stadium                     | 20.059               |
| Macarthur FC             | Sydney, New South Wales    | seit 2020         | Campbelltown Stadium                      | 20.000               |
| Melbourne City FC        | Melbourne, Victoria        | seit 2010         | AAMI Park                                 | 30.500               |
| Melbourne Victory        | Melbourne, Victoria        | seit 2005         | Marvel Stadium AAMI Park                  | 56.347 30.050        |
| Newcastle United Jets    | Newcastle, New South Wales | seit 2005         | McDonald Jones Stadium                    | 33.000               |
| Perth Glory              | Perth, Western Australia   | seit 2005         | HBF Park                                  | 20.500               |
| Sydney FC                | Sydney, New South Wales    | seit 2005         | Jubilee Oval Leichhardt Oval              | 20.500 20.000        |
| Wellington Phoenix       | Wellington, Neuseeland     | seit 2007         | Sky Stadium                               | 34.500               |
| Western Sydney Wanderers | Sydney, New South Wales    | seit 2012         | Bankwest Stadium                          | 30.000               |
| Western United           | Melbourne, Victoria        | seit 2019         | Kardinia Park Whitten Oval Eureka Stadium | 36.000 12.000 11.000 |

## Statistiken

### Tabelle
| Pl.             | Verein                   | Sp. | S  | U | N  | Tore    | Diff. | Punkte |
| --------------- | ------------------------ | --- | -- | - | -- | ------- | ----- | ------ |
| 1.              | Melbourne City FC        | 26  | 16 | 4 | 6  | 056:300 | +26   | 52     |
| 2.              | Sydney FC (M, P)         | 26  | 13 | 8 | 5  | 039:230 | +16   | 47     |
| 3.              | Central Coast Mariners   | 26  | 12 | 6 | 8  | 035:310 | +4    | 42     |
| 4.              | Brisbane Roar            | 26  | 11 | 7 | 8  | 036:280 | +8    | 40     |
| 5.              | Adelaide United          | 26  | 11 | 6 | 9  | 039:410 | −2    | 39     |
| 6.              | Macarthur FC (N)         | 26  | 11 | 6 | 9  | 033:360 | −3    | 39     |
| 7.              | Wellington Phoenix       | 26  | 10 | 8 | 8  | 044:340 | +10   | 38     |
| 8.              | Western Sydney Wanderers | 26  | 9  | 8 | 9  | 045:430 | +2    | 35     |
| 9.              | Perth Glory              | 26  | 9  | 7 | 10 | 044:440 | ±0    | 34     |
| 10.             | Western United           | 26  | 8  | 4 | 14 | 030:470 | −17   | 28     |
| 11.             | Melbourne Victory        | 26  | 5  | 4 | 17 | 031:600 | −29   | 19     |
| 12.             | Newcastle United Jets    | 26  | 4  | 6 | 16 | 022:370 | −15   | 18     |
| Stand: Endstand |                          |     |    |   |    |         |       |        |

| Zum Saisonende 2020/21: |
| Teilnahme am Halbfinale der Finalrunde und an der Gruppenphase der AFC Champions League 2022 Teilnahme am Halbfinale der Finalrunde und an der Qualifikation zur AFC Champions League 2022 Teilnahme am Viertelfinale der Finalrunde |

| Zum Saisonende 2019/20: |                                             |
| (P)                     | Amtierender australischer Premiershipsieger |
| (M)                     | Amtierender australischer Meister           |
| (N)                     | Neuling                                     |

### Kreuztabelle
Die Kreuztabelle stellt die Ergebnisse aller Spiele der regulären Season dar. Die Heimmannschaft ist in der linken Spalte, die Gastmannschaft in der oberen Zeile aufgelistet.
| Heim- / Gastmannschaft   | AU  | BR  | CM  | MA  | MC  | MV  | NJ  | PG  | SY  | WP  | WS  | WU  |     | AU  | BR  | CM  | MA  | MC  | MV  | NJ  | PG  | SY  | WP  | WS  | WU |
| Adelaide United          |     | 1:0 | 3:2 | 3:1 | 2:0 | 1:0 | 2:1 | 1:2 | 1:0 | 0:0 | 1:1 | 0:0 |     |     |     |     |     |     |     |     | 1:4 |     | 2:2 |     |    |
| Brisbane Roar            | 3:1 |     | 0:0 | 0:2 | 0:1 | 5:2 | 0:0 | 2:1 | 1:1 | 0:0 | 1:1 | 2:1 |     |     |     |     | 3:0 |     |     |     | 0:2 |     |     |     |    |
| Central Coast Mariners   | 2:1 | 0:4 |     | 2:0 | 3:2 | 1:1 | 1:0 | 2:2 | 2:2 | 1:2 | 0:1 | 3:2 |     |     |     |     |     |     | 0:2 |     |     |     |     | 2:0 |    |
| Macarthur FC             | 4:0 | 1:2 | 0:2 |     | 1:1 | 3:1 | 2:2 | 2:0 | 0:3 | 1:1 | 2:2 | 2:1 |     |     | 1:2 |     |     |     |     |     |     | 0:3 |     |     |    |
| Melbourne City FC        | 4:1 | 3:2 | 2:0 | 3:0 |     | 7:0 | 3:1 | 1:3 | 3:2 | 2:2 | 4:1 | 2:1 |     |     | 1:0 |     |     |     | 3:1 |     |     |     |     |     |    |
| Melbourne Victory        | 1:3 | 1:3 | 1:1 | 1:2 | 0:6 |     | 0:1 | 2:1 | 0:3 | 2:0 | 5:4 | 3:4 | 0:1 |     |     |     | 1:1 |     |     |     |     |     |     |     |    |
| Newcastle United Jets    | 1:4 | 1:2 | 0:1 | 1:2 | 1:0 | 1:2 |     | 1:1 | 1:1 | 0:2 | 1:2 | 0:1 |     | 1:2 |     |     |     |     |     | 1:1 |     |     |     |     |    |
| Perth Glory              | 5:3 | 3:1 | 1:2 | 0:0 | 1:3 | 2:1 | 2:1 |     | 1:1 | 1:3 | 5:1 | 3:0 | 2:1 |     |     | 1:1 |     |     |     |     |     |     |     |     |    |
| Sydney FC                | 2:2 | 0:0 | 0:2 | 0:1 | 1:1 | 1:0 | 2:1 | 1:0 |     | 2:1 | 1:1 | 2:0 |     |     |     |     |     | 2:0 |     |     |     |     | 1:0 |     |    |
| Wellington Phoenix       | 2:1 | 1:1 | 0:2 | 0:1 | 2:3 | 4:1 | 1:2 | 3:0 | 1:2 |     | 2:2 | 3:2 |     |     |     |     |     |     |     | 2:2 |     |     |     | 3:0 |    |
| Western Sydney Wanderers | 2:3 | 1:2 | 2:2 | 0:1 | 0:2 | 2:0 | 1:1 | 3:0 | 3:2 | 4:3 |     | 5:0 |     | 2:0 |     |     |     |     |     |     |     | 1:2 |     |     |    |
| Western United           | 0:0 | 1:0 | 1:0 | 4:1 | 2:1 | 0:0 | 2:0 | 5:4 | 0:1 | 1:1 | 0:1 |     |     |     |     | 1:2 |     | 1:6 |     |     |     |     |     |     |    |

## Finalrunde

### Viertelfinale
Die Spiele wurden am 12. und 13. Juni 2021 ausgetragen.
|                            | Ergebnis  |                     |
| -------------------------- | --------- | ------------------- |
| Central Coast Mariners (3) | 0:2 n. V. | Macarthur FC (6)    |
| Brisbane Roar (4)          | 1:2       | Adelaide United (5) |

### Halbfinale
Die Spiele wurden am 19. und 20. Juni 2021 ausgetragen.
|                   | Ergebnis |                 |
| ----------------- | -------- | --------------- |
| Melbourne City FC | 2:0      | Macarthur FC    |
| Sydney FC         | 2:1      | Adelaide United |

### Grand Final
| Melbourne City FC                      | Melbourne City FC | Sydney FC | Sydney FC |
| -------------------------------------- | --- | --- | --------- |
| Melbourne City FC                      | \| 26. Juni 2021 in Melbourne (AAMI Park) \| \| Ergebnis: 3:1 (2:1) \| \| Zuschauer: 14.017 \| \| Spielbericht \| | \| 26. Juni 2021 in Melbourne (AAMI Park) \| \| Ergebnis: 3:1 (2:1) \| \| Zuschauer: 14.017 \| \| Spielbericht \| | Sydney FC |
| Melbourne City FC                      | Tom Glover – Scott Galloway, Nuno Reis, Rostyn Griffiths, Scott Jamieson – Florin Berenguer, Aiden O’Neill, Adrián Luna – Nathaniel Atkinson, Stefan Colakovski ( 74. Andrew Nabbout), Marco Tilio Cheftrainer: Patrick Kisnorbo | Thomas Heward-Belle – Paulo Retre, Alex Wilkinson, Ben Warland, Joel King – Anthony Caceres ( 86. Patrick Wood), Luke Brattan – Kosta Barbarouses, Alexander Baumjohann ( 72. Miloš Ninković) – Bobô ( 38. Harry van der Saag), Adam Le Fondre Cheftrainer: Steve Corica | Sydney FC |
| Melbourne City FC                      | 1:1 Atkinson (23.) 2:1 Jamieson (45.+1', Foulelfmeter) 3:1 Galloway (90+3.) | 0:1 Barbarouses (21.) | Sydney FC |
| Melbourne City FC                      | Tilio (54.), Colakovski (73.) | Brattan (25.) | Sydney FC |
| Melbourne City FC                      | Brattan (35.) | | Sydney FC |
| 26. Juni 2021 in Melbourne (AAMI Park) | | |           |
| Ergebnis: 3:1 (2:1)                    | | |           |
| Zuschauer: 14.017                      | | |           |
| Spielbericht                           | | |           |

## Torschützenliste
Die Sortierung erfolgt analog zur Liga.
| Platz           | Nat        | Spieler         | Mannschaft               | Tore |
| --------------- | ---------- | --------------- | ------------------------ | ---- |
| 1.              | Australien | Jamie Maclaren  | Melbourne City FC        | 25   |
| 2.              | England    | Matt Derbyshire | Macarthur FC             | 14   |
| 3.              | Uruguay    | Bruno Fornaroli | Perth Glory              | 13   |
| 4.              | Brasilien  | Bobô            | Sydney FC                | 12   |
| 5.              | Israel     | Tomer Hemed     | Wellington Phoenix       | 11   |
| 6.              | Australien | Matt Simon      | Central Coast Mariners   | 10   |
| 7.              | Australien | Tomi Juric      | Adelaide United          | 09   |
| 7.              | Australien | Bruce Kamau     | Western Sydney Wanderers | 09   |
| 7.              | Japan      | Riku Danzaki    | Brisbane Roar            | 09   |
| Stand: Endstand |            |                 |                          |      |